# Der große Tag
Der große Tag (Originaltitel: Le Grand Jour) ist ein französischer Dokumentarfilm von Pascal Plisson aus dem Jahr 2015. Nachdem sich seine erste Dokumentation Auf dem Weg zur Schule aus dem Jahr 2013 mit den Schulwegen von Kindern auf der ganzen Welt befasste, begleitet Der große Tag Jungen und Mädchen aus vier Kontinenten der Erde bei ihren Prüfungsvorbereitungen. Die Organisation SOS-Kinderdörfer weltweit hat den Film weltweit im Rahmen einer Kooperation unterstützt. Der große Tag lief am 10. Dezember 2015 in den deutschen Kinos an.

## Handlung
Für die meisten Kinder gehört es dazu und ist selbstverständlich, sich ihre eigene Zukunft auszumalen. Doch das trifft nicht auf alle zu. Für Nidhi aus Indien, Albert aus Kuba, Deegii aus der Mongolei und Tom aus Uganda ist genau das ein großer Schritt, der mit viel Unsicherheit verbunden ist. Alle vier wollen mehr von ihrem Leben und etwas erreichen, doch liegt ihren Träumen ein beschwerlicher Weg bevor. Da alle aus finanziell schwachen Familien stammen, ist es ihre eigene Willensstärke, die diesen Mangel wieder wett macht. Mit einem für ihr Alter unglaublichen Ehrgeiz stellen sie sich allen Prüfungen, deren Bestehen ihnen bei der Verwirklichung ihrer Träume hilft. Nidhi verbringt Tage und Nächte über ihren Büchern, um ihrem Traumberuf der Ingenieurin näher zu kommen. Albert träumt von einer Profikarriere als Boxer, doch dafür muss er erst einen wichtigen Kampf gewinnen. Die kleine Deegii trainiert sehr hart dafür, um an einer Artistenschule für Schlangenmenschen aufgenommen zu werden. Tom will unbedingt Ranger in einem Nationalpark werden und stellt sich dafür vielen Prüfungen, in denen sein Wissen getestet wird. Eines vereint sie alle: sie stellen sich mutig und entschlossen alle diesen Herausforderungen, um durch ihre eigene Kraft ihre Träume zu verwirklichen und ihre Familien stolz zu machen.

## Kritik
„Obwohl Plisson diesen kreuzbrav linear inszenierten Dokumentarfilm mit manch nachgestellt wirkender Szene geglättet und mit dem positiven Blickwinkel eines Motivationstrainers versehen hat, liefert er dennoch eindrückliche Bilder aus dem notdürftig, aber findig zusammengezimmerten Alltag von Nidhi, Albert, Deegi und Tom.“